# Ensanche Capotillo
El Ensanche Capotillo es un sector del Distrito Nacional, República Dominicana, situado al norte del centro histórico de Santo Domingo. Es una de las zonas más densamente pobladas del país y forma parte de la circunscripción n.º 3 del Distrito Nacional. Su territorio es principalmente urbano y se caracteriza por una intensa actividad comercial y social, así como por su significativa historia de organización comunitaria.
Este barrio limita al norte con la avenida Nicolás de Ovando, al sur con el río Isabela, al este con la avenida Duarte y al oeste con la avenida Máximo Gómez. A pesar de su tamaño relativamente pequeño, el Ensanche Capotillo es hogar de una población estimada en más de 45,394 habitantes, según proyecciones locales. La alta densidad poblacional ha incidido en la configuración urbana del sector, donde predominan viviendas de alta ocupación y comercios informales.
Capotillo es conocido nacionalmente por su participación en movimientos sociales y comunitarios, así como por ser uno de los sectores más emblemáticos de la capital en cuanto a lucha barrial se refiere. Aunque ha enfrentado desafíos relacionados con la seguridad y el acceso a servicios básicos, el sector también ha sido un foco de iniciativas de desarrollo local impulsadas tanto por sus residentes como por entidades gubernamentales y no gubernamentales.

## Historia
El origen del Ensanche Capotillo se remonta a mediados del siglo XX, cuando comenzaron a urbanizarse los terrenos al norte del río Isabela. Inicialmente fue un área marginal habitada por migrantes internos que se establecieron en busca de empleo en la capital. La carencia de planificación urbana y de servicios públicos marcó los primeros años del barrio, consolidándose como un asentamiento informal en crecimiento constante.
Durante las décadas de 1960 y 1970, el barrio fue escenario de importantes movilizaciones populares. En este período se formaron las primeras juntas de vecinos y se realizaron protestas en demanda de electricidad, agua potable y escuelas. La presencia de organizaciones comunitarias marcó profundamente la identidad del sector, conocido por su resistencia y sentido de solidaridad.
En los años 80 y 90, Capotillo experimentó un aumento poblacional acelerado y una expansión de su infraestructura informal. La precariedad de la vivienda, sumada a los problemas de acceso a servicios básicos, motivó la intervención de diversas instituciones que iniciaron planes de regularización y mejoramiento urbano, con resultados mixtos.
Durante las primeras décadas del siglo XXI, el Ensanche Capotillo ha seguido siendo un territorio de contrastes: por un lado, enfrenta retos vinculados a la pobreza, el desempleo y la inseguridad; por otro, ha sido objeto de programas de desarrollo social, jornadas culturales y deportivos, así como iniciativas de empoderamiento juvenil. Su población ha mantenido una alta participación política y comunitaria.

## Economía
La economía del Ensanche Capotillo se sustenta mayormente en el comercio informal, con numerosos negocios pequeños, colmados, talleres, salones de belleza y vendedores ambulantes que forman parte activa de su dinámica económica. Su cercanía al Mercado Nuevo de la avenida Duarte, una de las principales plazas comerciales del país, ha convertido al barrio en un punto estratégico para el intercambio de productos agrícolas, mercancías al por mayor y menudeo, así como para el transporte de carga liviana y distribución local.
Las calles principales, como la calle 42 y las adyacentes a la avenida Duarte, concentran una gran cantidad de actividades comerciales relacionadas con el mercado, incluyendo almacenes, furgonetas de reparto, carretilleros y comerciantes informales que se extienden incluso dentro del barrio. Esta interacción ha generado tanto oportunidades económicas como desafíos urbanos, como la congestión vehicular y la necesidad de una mejor gestión del espacio público.
Además del comercio relacionado con el mercado, muchos residentes trabajan en sectores como la construcción, el motoconcho (transporte en motocicleta), servicios domésticos y otros oficios urbanos. La falta de empleos formales ha incentivado el autoempleo y la economía de subsistencia, aunque también se desarrollan programas locales de capacitación laboral, inclusión financiera y apoyo a microemprendimientos.